# Ataullah Muhammad Shah I di Kedah
Paduka Sri Sultan Atau'llah Muhammad Shah I ibni al-Marhum Sultan Sulaiman Shah (... – Kota Seputih, 22 gennaio 1473) è stato sultano di Kedah dal 1423 al 1473.
Il 24 luglio 1423 fu proclamato sultano.
Si sposò ed ebbe quattro figli, due maschi e due femmine.
Morì all'Istana Baginda di Kota Seputih il 15 gennaio 1473 a causa di un'inondazione e fu sepolto nel cimitero reale della stessa città.